# Индер Кумар Гуџрал
Индер Кумар Гуџрал (4. децембар 1919 – 30. новембар 2012) је био индијски политичар који је служио као 12. премијер Индије од априла 1997 до марта 1998. Гуџрал је био трећи премијер који је дошао из Раџја сабхе (горњег дома парламента). Прва је била Индира Ганди (јануар 1966 - март 1977) а други Х. Д. Деве Говда (јун 1996 - април 1997). Након њега је то био Манмохан Синг (мај 2004 - мај 2014).

## Гуџралова доктрина
Гуџралова доктрина је скуп од пет принципа које је формирао Гуџрал, намењених да буду водиља за спољне односе са директним суседима, најзначајније Пакистаном. Доктрину је касније тако назвао новинар Бабани Сен Гупта у свом чланку Индија у двадесет првом веку у часопису International Affairs. Ови принципи су, како их је Гуџрал изнео у Чатам хаусу у септембру 1996. (а касније их је поновио у Бандаранаике центру за међународне студије:
Политика владе Уједињеног фронта према суседима сада почива на пет основних принципа: Прво, када су у питању суседи као што су Непал, Бангладеш, Бутан, Малдиви и Шри Ланка, Индија не захтева реципроцитет већ даје све шта може у духу добре намере и поверења. Друго, ниједна јужноазијска држава неће допустити да се њена територија користи против интереса друге државе региона. Треће, ниједна држава се неће мешати у унутрашња питања друге државе. Четврто, све јужноазијске државе морају да поштују територијални интегритет и суверенитет осталих држава. И коначно, државе ће разрешавати све своје спорове кроз мирољубиве билатералне преговоре. Ових пет принципа, скрупулозно примењиваних, ће, сигуран сам, преобликовати јужноазијске регионалне односе, укључујући измучен однос између Индије и Пакистана, у пријатељском, кооперативном калупу.
У својој аутобиографији је о Доктрини написао: „Логика иза Гуџралове доктрине је била да пошто морамо да се суочавамо са два непријатељска суседа на северу и на западу, морали смо да будемо у 'потпуном миру' са свим осталим директним суседима како бисмо ограничили утицај Пакистана и Кине у региону.”
Након серије напада током 2000-их, за које су индијски медији и влада тврдили да су потекли из и били планирани у Пакистану, што је кулминирало нападима у Мумбају 2008, индијски медији су критиковали Гуџралову доктрину. Након напада,, India Today је писао да су таргетирани, прикривени напади против пакистанских организација као што је Лашкар-е-Таиба били „способност коју је И. К. Гуџрал размонтирао као премијер пре више од деценије и требаће више од година дана да се поново изгради”. Међутим, неки медији су хвалили ову доктрину.